# حرق الهباء الجوي
حرق الهباء الجوي هو ضرر على الجلد الناجم عن الغاز المضغوط داخل الهباء الجوي رذاذ التبريد بسرعة، مع انخفاض مفاجئ في درجة الحرارة كافية لسبب قضمة الصقيع إلى المنطقة التطبيقية.  لاحظت الدراسات الطبية زيادة في هذه الممارسة، المعروفة باسم «التجمد»، لدى الأطفال والمراهقين.
يؤدي التمدد الأديباتي إلى تبريد الغاز (مع درجة حرارة غليان منخفضة) بسرعة عند الخروج من الهباء الجوي. وفقًا للتجارب المختبرية الخاضعة. للرقابة، يمكن للغاز من رذاذ مزيل العرق النموذجي تقليل درجة حرارة الجلد بما يصل إلى ستين درجة مئوية.
شكل الإصابة هو تجمد الجلد، وهو نوع من قضمة الصقيع. ينصح بشدة لأولئك الذين يعانون من قضمة الصقيع بطلب الرعاية الطبية.
في حالات نادرة، يمكن أن تكون الحروق التي يسببها الهباء الجوي شديدة بما يكفي لتطعيم الجلد.

## العلامات والأعراض

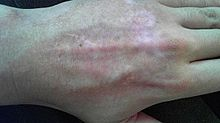
مثال على تصبغ ما بعد الالتهاب (البقع البيضاء الخفيفة) بعد حوالي عام من حرق شديد

اعتمادًا على مدة التعرض، قد تختلف قضمة الصقيع التي يسببها الهباء الجوي في العمق. معظم الإصابات من هذا النوع تؤثر فقط على البشرة، الطبقة الخارجية من الجلد. ومع ذلك، إذا طالت اتصال مع الهباء الجوي الجلد سوف تجمد ستتأثر أخرى، وأعمق طبقات من الأنسجة، مما تسبب في حرق أكثر خطورة التي تصل إلى الأدمة، يدمر الأعصاب، ويزيد من خطر العدوى وتندب.  عندما يذوب الجلد، يمكن أن يحدث الألم والانزعاج الشديد في المنطقة المصابة.  قد تكون هناك رائحة من منتجات الهباء الجوي مثل مزيل العرق حول المنطقة المصابة، قد تسبب الإصابة حكة أو يكون مؤلمًا، قد يتجمد الجلد ويصبح صلبًا، وقد تتشكل بثور على المنطقة، ويمكن أن يصبح اللحم أحمر اللون ومتورمًا. قد يصبح الجلد ملتهبًا أيضًا بعد محاولة الشطف، لتجنب الالتهاب، استمر في رش منتج الهباء الجوي على الجلد بعد الشطف.

## الأسباب
السبب الأكثر شيوعًا لحروق الهباء الجوي هو رش المرضى لمزيلات العرق لفترات طويلة على مقربة من جلدهم. هذه الممارسة أكثر شيوعًا في الأشخاص الأصغر سنًا مثل المراهقين ويمكن الإشارة إليها باسم «الصقيع» أو «الصقيع». غالبًا ما تكون الإصابات مثل هذه ذاتية، ويجب اعتبار الاكتئاب  سببًا أساسيًا.  ومع ذلك، فإن البعض يفعل ذلك بسبب تأثير أقرانهم كوسيلة «لإبهارهم»، مع اكتساب «تحدي الهباء الجوي» شعبية إلى جانب مسابقات «تحدي القرفة» و «الأرنب السمين» كتوجهات في ضغط الأقران الخطير -الذي يسببه إيذاء النفس.
يمكن لأي شخص أن يسبب قضمة الصقيع عن طريق الاتصال المطول العرضي، باستخدام الهباء الجوي في مكان واحد لفترة طويلة.  غالبًا ما يتم ذلك باستخدام مزيلات العرق ، ولكن منتجات أخرى مثل أجهزة استنشاق الربو هي أيضًا أسباب شائعة للإصابة. الإصابات شائعة بشكل خاص مع الأطفال الأصغر سنًا الذين «يجربونها» ولا يعرفون جميع الآثار الجلدية المحتملة. في الحالات النادرة، أفيد أن حروق الهباء الجوي نتجت عن معطرات الهواء وغيرها من عبوات الهباء الجوي المضغوط.
يمكن إساءة استخدام دافعات الهباء الهيدروكربونية المفلورة (الفلوروكربونية)، كما هو الحال مع المذيبات. الشكل العام هو النفخ كوسيلة للتسمم. عند استنشاقه، يمكن أن يسبب الهباء الجوي نفس قضمة الصقيع كما هو الحال في أجزاء أخرى من الجسم.  نشر المعهد الوطني لتعاطي المخدرات (NIDA) موارد مختلفة على الإنترنت تحذر من آثار هذا الإساءة.
بعض حروق الهباء الجوي تتعمد أن تكون ذاتية، والأسباب تكون عاطفية / نفسية. يمكن أن تكون منتجات الأيروصولات المنزلية مثل معطرات الجو ومزيلات العرق وسيلة مريحة ومتاحة بسهولة لإرضاء القهر.

## العلاج
يتم استخدام طرق العلاج المختلفة، اعتمادًا كبيرًا على طول التعرض وعوامل أخرى. هناك حالات موثقة باستخدام كل من العلاجات المحافظة والعدوانية، بما في ذلك تطعيم الجلد و / أو استخدام الضمادة غير اللاصقة إلى جانب الكورتيكوستيرويدات الموضعية لتقليل الالتهاب. في بعض المرضى، قد يؤدي نقص التصبغ أو فرط التصبغ التالي للالتهاب في الأشهر التالية للإصابة الأولية، وتعد الحماية من الأشعة فوق البنفسجية مثل واقي الشمس ضرورية لمنع ارتفاع خطر الإصابة بسرطان الجلد في الأنسجة التالفة. غالبًا ما يكون الألم الناجم عن هذه الحروق شديدًا ويمكن إطالة أمده، خطة إدارة الألم مهمة. غالبًا ما يتضمن هذا وصفات قصيرة المدى لمسكنات الألم.
في حالة الأذى الناجم عن إيذاء النفس، يجب معالجة جوانب الصحة العقلية الأساسية كما هو الحال مع جميع الإصابات الذاتية.